# Rifugio Gardeccia
Rifugio Gardeccia je horská chata nalézající se v horském masivu Rosengarten v nadmořské výšce 1949 m v údolí Vajolettal na území obce Pozza di Fassa v provincii Trentino.

## Historie
Chata je v soukromém vlastnictví a od otevření vždy patřila rodině Desilvestro.

## Informace
Chata je otevřena pro ubytování v letním období (od začátku června do začátku října). V zimě je rovněž otevřena, ale nenabízí přenocování. Má kapacitu 43 lůžek, rozdělených do 20 pokojů.

## Přístup
- z obce Pera di Fassa (1320 m), stezkou No. 546
- z obce Monzón (1510 m), po značce No. 546
- od rifugia Ciampedie (1998 m), po značce No. 540
- od rifugia Larsec (1987 m), po značce No. 540
- od rifugia Negritella (1986 m), po značce No. 540
- od chaty Baita Checco (1998 m), po značce No. 540
- od ristoranto Bellavista (1998 m), po značce No. 540
- od chaty Vajolethütte (2243 m), po značce No. 546
- od rifugia Preuss (2244 m), po značce No. 546
- od sedla Passo delle Scalette (2348 m), po značce No. 546, s krátkým úsekem vybaveným lany
- od průsmyku Passo delle Cigolade (2579 m), po značce No. 541, pak na křižovatce s stezkou 550 následuje druhá po proudu
- od průsmyku passo delle Coronelle (2630 m), po značce No. 550